# Calicina digita
Calicina digita is een hooiwagen uit de familie Phalangodidae. De wetenschappelijke naam van Calicina digita gaat terug op Briggs & Hom.